# Hannah Rosenbloom
Hannah Rosenbloom (thailändisch แฮนน่า โรสเซ็นบรูม, * am 5. Juli 2001 in Bangkok, Thailand) ist eine laotisch-amerikanische Popsängerin, Model und Filmschauspielerin.

## Biografie
Hanna Rosenbloom wurde in der thailändischen Hauptstadt Bangkok geboren, wo sie bis zu ihrem achten Lebensjahr lebte, ehe ihre Familie nach Laos auswanderte. Ihre Mutter ist laotischer und ihr Vater amerikanischer Herkunft. Im Alter von 14 Jahren nahm sie an einem Gesangswettbewerb teil, kam aber nicht in die Endausscheidung. Ein Jahr später konnte sie beim gleichen Wettbewerb das Finale erreichen.
In Laos beteiligte sie sich im Jahr 2019 an der Miss-Teen-Laos-Wahl und erzielte den zweiten Platz. Im gleichen Jahr gewann sie den Miss-Social-Media-Preis, welcher im Zuge der Miss Asia Global in Indien verliehen wurde. Nach dem Erreichen einer Top-3-Platzierung in einem Supermodel-Contest erhielt sie Rollen in vier laotischen Fernsehsendungen. Im Jahr 2020 nahm sie an der Castingshow Girl Group Star teil und war eine von sieben Gewinnerinnen der Sendung, wodurch als Mitglied der thailändischen Idol-Gruppe 4Eve wurde. Mit der Gruppe veröffentlichte sie ein vollwertiges Studioalbum sowie zwei Single-Alben und mehrere Singles. Einen Plattenvertrag als Solokünstlerin lehnte sie aus unterschiedlichen Gründen ab.
Rosenbloom spielte im 2023 veröffentlichten Horrorfilm The Signal von Lee Phongsavanh die Hauptrolle und erhielt im Rahmen der Internationalen Filmfestivals Shanghai eine Nominierung in der Kategorie Beste neue Darstellerin. Im selben Jahr war sie in 27 Folgen der thailändischen Fernsehserie A Match by Maid zu sehen.

## Diskografie
- → Hauptartikel: 4Eve#Diskografie

## Filmografie
- 2019: Diary Love (Fernsehserie)
- 2020: Girl Group Star (Castingshow) als sie selbst
- 2023: The Signal (Film) als Nammon
- 2023: A Match by Maid (Fernsehserie) als Korakot (27 Folgen)

## Auszeichnungen und Nominierungen
- 2019: Miss Teen Laos (Zweiter Platz)
- 2019: Miss Social Media (Gewonnen)
- 2023: Nominierung beim Internationalen Filmfestival Shanghai in der Kategorie Beste neue Darstellerin[6]